# Austrobdella anoculata
Austrobdella anoculata is een ringworm uit de familie van de Piscicolidae. De wetenschappelijke naam van de soort is voor het eerst geldig gepubliceerd in 1940 door Moore.